# 夏日街景
《夏日街景》（日语：街頭の夏氣分），是臺灣畫家陳澄波在1927年期間所完成的油畫作品，該作品內容主要描繪台灣日治時期嘉義市的街頭景觀，原件現屬臺北市立美術館收藏。

## 歷史
1924年起，陳澄波前往東京美術學校圖畫師範科赴日進修，期間曾於臺灣、日本、中國各地作畫、並參加各種展覽。《夏日街景》為繼《嘉義街上》後，1927年第二次入選日本美術展覽會之作品。並收錄於美術新論社《美術新論 帝展號 第2卷第11號》專刊中，1930年，《夏日街景》於臺中公會堂首度於臺灣展出。
1979年，經過約49年後，《夏日街景》與其他畫作才於臺北春之藝廊「陳澄波遺作展」公開展出，在1992年於臺北市立美術館「陳澄波作品展」展出後，《夏日街景》現則成為臺北市立美術館典藏品，並不定期對外展出。
2002年，鑒於臺灣前輩藝術家傾一生之力投注於臺灣近代新美術之啟蒙與發展，《夏日街景》被選定為臺灣的交通部郵政總局特籌畫發行「臺灣近代畫作郵票」系列之代表作品。
2014年，中央研究院數位文化中心策劃，由中央研究院臺灣史研究所、嘉義市文化局、與財團法人陳澄波文化基金會合作，將《夏日街景》加以數位化並整理典藏，重新建置網站。

## 作品內容
《夏日街景》作畫地點為嘉義中央噴水池畔與周圍建築群為景觀，從昔日嘉義郵便局玄關處所遙望之角度，畫作畫面以電線桿挺立在畫面正中間，與周圍大樹互相呼應，並以傳達出南台灣豔陽下乾爽炎熱的氣息，畫面中左側建築為日向屋，右側具有招牌之店舖建築則為高砂麥酒啤酒館（原嘉義衛生公館）。

## 外部連結
- 陳澄波 - 尊彩藝術中心 （页面存档备份，存于）
- 財團法人陳澄波文化基金會 （页面存档备份，存于）